# (383067) Stoofke
(383067) Stoofke est un astéroïde de la ceinture principale.

## Description
(383067) Stoofke est un astéroïde de la ceinture principale. Il fut découvert le 7 septembre 2005 à Uccle par Thierry Pauwels. Il présente une orbite caractérisée par un demi-grand axe de 2,42 UA, une excentricité de 0,18 et une inclinaison de 4,8° par rapport à l'écliptique.